# 索潑查尼修道院
43°7′5″N 20°22′26″E / 43.11806°N 20.37389°E
索潑查尼修道院是塞爾維亞的一座修道院，修建於13世紀後期，位於斯塔里拉斯附近。索潑查尼修道院的附屬教堂完成於約1265年時。索潑查尼修道院在中世紀塞爾維亞美術中擁有重要地位。1689年之後，由於鄂圖曼帝國的襲擊，修道院被廢棄。進入20世紀後，修道院得到修復。1979年，修道院被列入世界文化遺產。

## 外部連結
- Official website
- BLAGO Fund: Sopoćani （页面存档备份，存于）
- Aerial video of the Sopoćani （页面存档备份，存于）
- 96 （页面存档备份，存于）